# Provincia de Parma
Parma (en italiano: provincia di Parma) es una provincia de la región de la Emilia-Romaña, en Italia. Su capital y ciudad más poblada es Parma.
Tiene un área de 3447,48 km², y una población estimada, a finales de 2020, de 453.604 habitantes. Hay 44 comuni (municipios) en la provincia.

## Historia
Ver Ducado de Parma

## Subdivisiones
Comprende los siguientes 44 municipios:
- Albareto
- Bardi
- Bedonia
- Berceto
- Bore
- Borgo Val di Taro
- Busseto
- Calestano
- Collecchio
- Colorno
- Compiano
- Corniglio
- Felino
- Fidenza
- Fontanellato
- Fontevivo
- Fornovo di Taro
- Langhirano
- Lesignano de' Bagni
- Medesano
- Monchio delle Corti
- Montechiarugolo
- Neviano degli Arduini
- Noceto
- Palanzano
- Parma
- Pellegrino Parmense
- Polesine Zibello
- Roccabianca
- Sala Baganza
- Salsomaggiore Terme
- San Secondo Parmense
- Sissa Trecasali
- Solignano
- Soragna
- Sorbolo Mezzani
- Terenzo
- Tizzano Val Parma
- Tornolo
- Torrile
- Traversetolo
- Valmozzola
- Varano de' Melegari
- Varsi

Las principales ciudades de la provincia son las siguientes:
| Pos. | Municipio           | Habitantes | Escudo |
| ---- | ------------------- | ---------- | ------ |
| 1º   | Parma               | 197 822    |        |
| 2º   | Fidenza             | 27 107     |        |
| 3º   | Salsomaggiore Terme | 19 920     |        |